# Cirsodes buddhicaria
Cirsodes buddhicaria är en fjärilsart som beskrevs av Walker 1862. Cirsodes buddhicaria ingår i släktet Cirsodes och familjen mätare. Inga underarter finns listade i Catalogue of Life.